# Brechin Castle
Brechin Castle es una localidad de Trinidad y Tobago, que forma parte de la región de Couva-Tabaquite-Talparo.

## Geografía
La localidad abarca parte de la isla Trinidad y limita al norte con Couva Central y Point Lisas al sur con Dow Village y Ouplay Village al este con Basta Hall y al oeste con Point Lisas y California.

## Demografía
Datos demográficos de la localidad de Brechin Castle:
| Gráfica de evolución demográfica de Brechin Castle entre 2000 y 2011 |
|                                                                      |